# سوزان ستاندرينغ
سوزان ستاندرينغ (بالإنجليزية: Susan Standring)‏ هي أستاذة شرفية للبيولوجيا العصبية التجريبية، والرئيسة السابقة لقسم التشريح والبيولوجيا الخلوية والبشرية بمدرسة غاي وكينغز وسانت توماس للعلوم الطبية الحيوية في كلية الملك في لندن، ورئيسة تحرير كتاب تشريح غراي. رأست الجمعية التشريحية في الفترة من 2008 إلى 2010، ولها أكثر من 150 ورقة بحثية منشورة.